# Верхолісся (Вишгородський район)
Верхолі́сся — село в Україні, у Іванківській селищній громаді Вишгородського району Київської області. Населення становить 32 осіб.

## Історія
Село мало стосунок до польського повстання 1860-х років. У квітні 1863 року біля села (тоді вживався варіант Верхолів, польський варіант Wercholewsk) було остаточно ліквідовано групу повстанців із 300 осіб студентів-поляків, що рухалися з Києва.
1887 року тут проживало 70 осіб. 1900 року у власницькому селі налічувалося 26 дворів і мешкало 189 осіб. Мешканці займалися хліборобством.
7 (20) листопада 1917 року, відповідно до Третього Універсалу Української Центральної Ради, увійшло до складу Української Народної Республіки.
12 червня 2020 року, відповідно до розпорядження Кабінету Міністрів України № 715-р «Про визначення адміністративних центрів та затвердження територій територіальних громад Київської області», увійшло до складу Іванківської селищної територіальної громади.
19 липня 2020 року, в результаті адміністративно-територіальної реформи та ліквідації Іванківського району, село увійшло до складу новоутвореного Вишгородського району.
З кінця лютого до 1 квітня 2022 року село було окуповане російськими військами.